# 日本女贞
日本女贞（学名：Ligustrum japonicum）是木犀科女桢属的植物。分布在朝鲜半岛、日本以及中国大陆山东省青岛市等地，生长于海拔1600公尺的地区，多生长于林中及灌丛中，目前尚未人工引种栽培。
其种加词“japonicum”意为“日本的”。